# Ali Tabatabaei
 (mars 2025).
 (mars 2025).
Si vous disposez d'ouvrages ou d'articles de référence ou si vous connaissez des sites web de qualité traitant du thème abordé ici, merci de compléter l'article en donnant les références utiles à sa vérifiabilité et en les liant à la section « Notes et références ».
Ali Tabatabai (en persan : سید علی قاضی طباطبایی), connu sous le nom de Allamah Qadi (1866-1947 CE), était un théologien chiite iranien (érudit islamique) et faqîh et mystique.
Il est né le 29 avril 1866 à Tabriz en Iran. Son père Sayyed Hosein Qazi était un éminent élève du grand Mirza Shirazi.

## Éducation
Seyed Ali Qazi fit ses études primaires à Tabriz avec son père, Seyyed Hossein Ghazi et Mirza Mosa Tabrizi et Mirza Mohammad Ali Gharacheh Daghi. Il a enseigné la littérature arabe et la littérature persane avec Mirza Mohammad Taghi Tabrizi.
À 23 ans, il partit pour Najaf. Après son séjour à Najaf, il a poursuivi ses études avec des professeurs tels que Fadhil Sharbiani, Cheikh Mohammad Mamaghani, Sheikh Fatthollah Shariat et Akhund Khorasani.
Et à l'âge de 27 ans, il est devenu un Mujtahid.

## Décès
Seyyed Ali Ghazi est décédé 5 février 1947 à l'âge de 77 ans et a été enterré au cimetière de Wadi-us-Salaam à Nadjaf.

## Élèves
- Muhammad Husayn Tabataba'i
- Muhammad Taqi Bahjat
- Sayyed Muhammad Elahi Tabrizi
- Sayyed Yousef Hakim
- Sayyed Muhammad Hoseini Hamadani
- Sayyed Muhammad Hosein Dastgheib Chirazi
- Sheykh Hossein Ali Nejabat Chirazi
- Sayyed Muhammad Hadi Milani
- Allameh Muhammad Reza Muzaffar
- Sayyed Ahmad Rizvi Kashmiri
- Sayyed Abul Ali Sabzevari
- Mirza Ali Qaravi Aliyari
- Sayyed Shahab Al Din Marashi Najafi
- Sayyed Abul Qasim Khoei
- Hajj Sheykh Abul Fazl Khansari
- Sheykh Abbas Qouchani
- Sayyed Hashem Haddad
- Sayyed Abdul Karim Keshmiri